# Острицкая, Анна Ивановна
Анна Ивановна Острицкая (05.02.1919—24.10.1969) — старший стерилизатор Тираспольского консервного завода имени 1 Мая, Герой Социалистического Труда (07.03.1960).
Родилась в селе Шведчики, ныне Севский район Брянской области.
В 1935 году пришла работать на Тираспольский консервный завод имени 1 Мая. На месте обучилась специальности стерилизатора. После начала войны вместе с заводом эвакуировалась сначала в Краснодар, затем дальше на восток. В 1944 году участвовала в восстановлении завода на прежнем месте.
С начала 1950-х годов старший стерилизатор, руководитель бригады. Обучила своей профессии, одной из самых сложных в консервной промышленности, более 40 молодых работниц.
Являлась одним из самых активных рационализаторов завода, систематически перевыполняла нормы выработки, не допуская ни одного случая брака. Вела практические занятия в Тираспольском ГПТУ № 7.
За высокие производственные показатели и активное участие в подготовке квалифицированных рабочих и в связи с 50-летием Международного женского дня ей было присвоено звание Героя Социалистического Труда (07.03.1960).
Член КПСС с 1960 года. Делегат ХХІІ съезда КПСС и Х съезда Компартии Молдавии.
Умерла в Тирасполе 24 октября 1969 года.